# التهاب معوي قولوني ناخر
الالتهاب المعوي القولوني الناخر (ان أي سي) هي حالة طبية يموت فيها جزء من الامعاء. تحدث عند حديثي الولادة سواء أكانوا في الخداج أو على غير ما يرام. قد تشمل الاعراض سوء التغذية والانتفاخ وقلة الحركة ودم في البراز أو تقيء العصارة الصفراوية.
السبب الدقيق غير واضح، وتشمل عوامل الخطر مرض القلب الخلقي والاختناق خلال الولادة وتبادل نقل الدم وتمزق الاغشية لفترات طويلة، ومن المعتقد ان الالية الكامنة تشمل الجمع بين ضعف تدفق الدم وعدوى الامعاء، ويعتمد التشخيص على الاعراض ويتم تأكيدة بصورة طبية.
تشمل الوقاية استعمال حليب الثدي والمعينات الحيوية، ويشمل العلاج راحة الامعاء وانبوب الفم وسوائل الحقن الوريدي ومضاضات حيوية وريدية. تتطلب عمليات جراحية لهؤلاء الذين لديهم هواء مسرب في البطن. قد يكون هناك أيضا حاجة لعدد من التدابير الداعمة الأخرى. قد تشمل المضاعفات متلازمة قصر الامعاء والتضيق في الامعاء والتأخر في النمو.
ظهر على ما يقارب 7% من هؤلاء الذين ولدوا مبكرا الالتهاب المعوي القولوني. تكون البداية عادة في الاسابيع الاربعة الأولى من الحياة، ويموت 25% من بين هؤلاء المصابين بالمرض، ويتأثر الجنسين بشكل متساوي، وقد وصفت الحالة للمرة الأولى في ما بين 1888 و 1891.

## العلامات والاعراض
ترى هذة الحالة عادة عند أطفال الخداج، وتوقيت بدايتها بشكل عام يتناسب عكسيا مع عمر الحمل للطفل عند الولادة (أي كلما ولد الطفل ابكر، كلما تأخرت عادة علامات ظهور ال (إن إي سي). تشمل الاعراض المبدئية عدم تحمل الطعام وزيادة في تجمع بقايا الطعام في المعدة وتغير في لون جلد البطن مع ثقب في الامعاء والتهاب الصفاق وانخفاض في ضغط الدم الذي يتطلب دعم طبي مكثف.

## العلاج

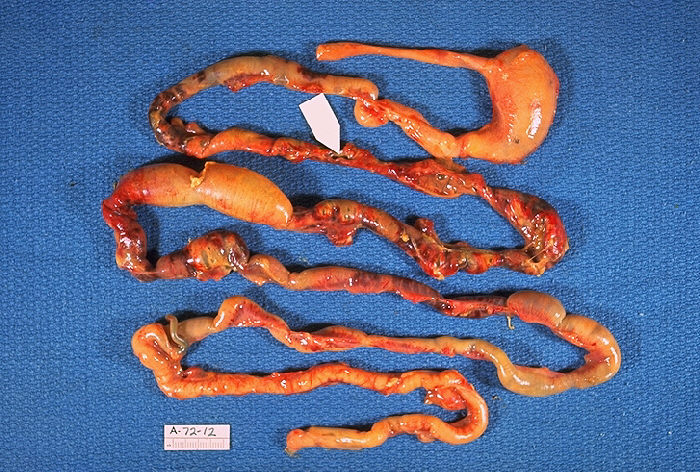
Alimentary tract of infant showing intestinal necrosis, pneumatosis intestinalis, and perforation site (arrow). Autopsy.

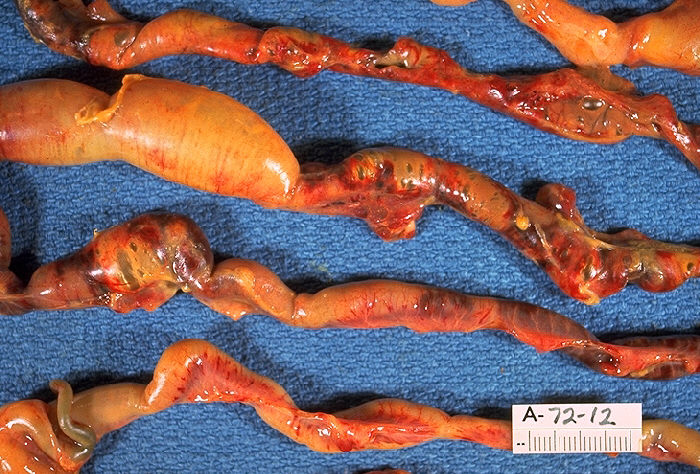
Closeup of intestine of infant showing necrosis and pneumatosis intestinalis. Autopsy.

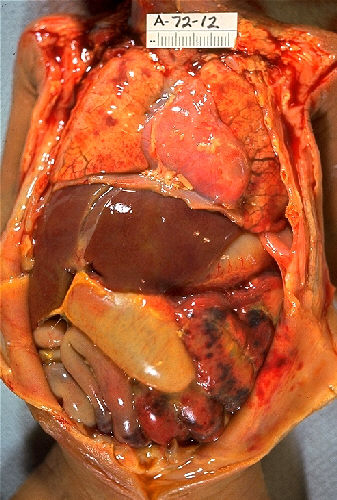
Gross pathology of neonatal necrotizing enterocolitis. Autopsy of infant showing abdominal distension, intestinal necrosis and hemorrhage, and peritonitis due to perforation.

يتألف العلاج في البداية من الرعاية الداعمة التي تشمل توفير الراحة للأمعاء من خلال وقف التغذية المعوية وازالة الضغط عن المعدة من خلال الشفط المتقطع وتعويض السوائل لتصحيح الخلل في المحلول الكهربائي وفقدان سوائل الخلايا لمكان ثالث، ودعم ضغط الدم والتغذية الوريدية والعلاج الفوري بالمضاضات الحيوية. تكون المراقبة سريرية على الرغم من انة يجب إجراء صورة اشعة متسلسلة للجانب الايسر لبطن المريض وهو مستلقي كل ست ساعات. حيث لا يتم ايقاف المرض عن طريق العلاج الطبي فقط أو عندما يخترق الامعاء، وانما يتطلب عملية جراحية فورية لاستئصال الامعاء الميتة، على الرغم انه يمكن وضع المصارف البطنية للأطفال غير المستقرين كتدبير مؤقت. يمكن ان تتطلب الجراحة فتحة جراحية مؤقتة في القولون الذي من الممكن الغائها في وقت لاحق، ومن الممكن ان يعانوا بعض الأطفال متلازمة قصر الامعاء إذا اضطروا لأزالة اجزاء كبيرة من الامعاء.